# Giovanni Battista Fonteo
Œuvres principales
Les Saisons, poème complétant les tableaux de Giuseppe Arcimboldo
Giovanni Battista Fonteo, parfois désigné sous son nom latin Joannes Baptista Fonteius Primio, né en 1546 et mort en 1580 est un poète et humaniste milanais. Il est essentiellement connu pour le poème qu'il a composé pour accompagner les séries de tableaux Les Saisons et Les Éléments réalisés par Giuseppe Arcimboldo.

## Biographie
On sait de Fonteo qu'il était milanais, né en 1546 et mort en 1580,.

## Œuvre
L'œuvre de Fonteo n'est principalement connue qu'en relation avec celle de son ami Giuseppe Arcimboldo. Les œuvres que le peintre a produites sont pour la plupart accompagnées de poèmes panégyriques et de textes explicatifs. Fonteo est à ce titre un des collaborateurs les plus proches d'Arcimboldo, et en particulier celui qui rédige les poèmes expliquant Les Saisons (310 vers) ainsi que Les Éléments. Le but premier de ces poèmes, rédigés en latin, est l'hommage à la maison de Habsbourg et en particulier à l'empereur Maximilien II ; mais, dans ce cas précis, ils explicitent les tableaux pour éviter tout malentendu sur le sens allégorique de ces peintures,. Dans ces œuvres, il s'inspire notamment du style néolatin ainsi que de la philosophie néoplatoniste,.
En tant qu'auteur, Fonteo ne se limite pas à ces œuvres mineures. Il publie en 1570 un traité en latin intitulé De Risu (ou, suivant les versions, De Risa, traitant, comme le nom l'indique, du rire.

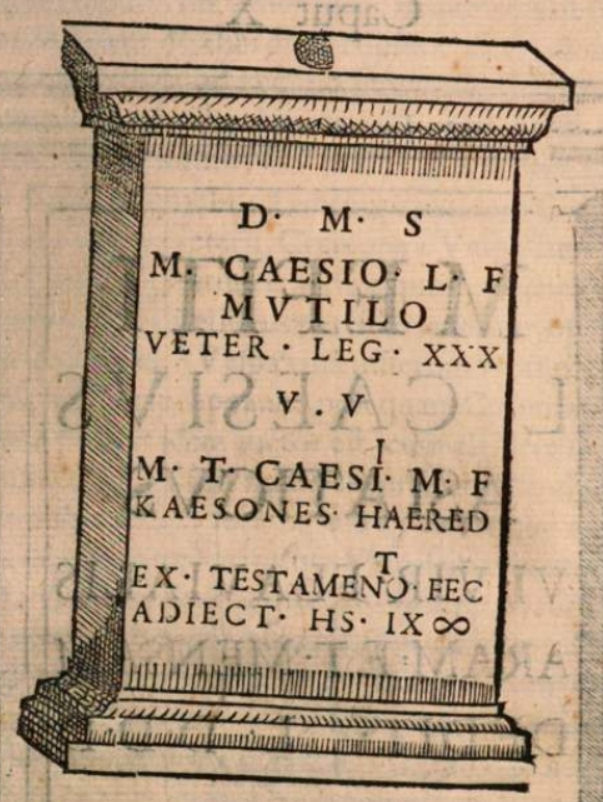
Frontispice de la, d'Hermann de Neuenahr, publié par Giovanni Baptista Fonteo.

Fonteo est également éditeur. Il prépare entre autres la publication du De prisca Caesiorum gente commentariorum, d'Hermann de Neuenahr, mais qui n'est édité qu'en 1582, soit après sa mort.